# International Journal of Geometry
International Journal of Geometry è una rivista accademica, fondata nel 2012, e pubblicata semestralmente dal dipartimento di matematica del liceo Vasile Alecsandri di Bacău. La rivista pubblica articoli e brevi trattati nel campo della geometria euclidea, della geometria non euclidea e della geometria combinatoria. 
La rivista è indicizzata presso Zentralblatt MATH, Mathematical Reviews, e Ebsco.